# Dysauxes servulina
Dysauxes servulina là một loài bướm đêm thuộc phân họ Arctiinae, họ Erebidae.